# Zbyszak Pabiarżyn
Zbyszak Iwanawicz Pabiarżyn (biał. Збышак Іванавіч Пабяржын, ros. Збышек Иванович Побяржин, Zbyszek Iwanowicz Pobiarżyn; ur. 1 stycznia 1950 w Miorach) – białoruski lekarz i polityk, deputowany do Rady Najwyższej Republiki Białorusi XIII kadencji, w latach 1996–2000 deputowany do Izby Reprezentantów Zgromadzenia Narodowego Republiki Białorusi I kadencji.

## Życiorys

### Młodość i praca
Urodził się 1 stycznia 1950 roku we wsi Miory, w rejonie miorskim obwodu połockiego Białoruskiej SRR, ZSRR. W 1976 roku ukończył Witebską Państwową Akademię Medyczną. W latach 1976–1977 pracował jako lekarz internista w przychodni zakładowej Mohylewskiego Kombinatu Włókien Syntetycznych. W latach 1977–1996 był ordynatorem Oddziału Reanimacyjno-Anestezjologicznego, zastępcą lekarza naczelnego, ordynatorem Oddziału Zakaźnego w Krzyczewskim Centralnym Szpitalu Rejonowym. W 1995 roku pracował jako lekarz Krzyczewskiego Terytorialnego Zjednoczenia Medycznego.

### Działalność parlamentarna
W drugiej turze uzupełniających wyborów parlamentarnych 10 grudnia 1995 roku został wybrany na deputowanego do Rady Najwyższej Republiki Białorusi XIII kadencji z krzyczewskiego okręgu wyborczego nr 170. 19 grudnia 1995 roku został zarejestrowany przez centralną komisję wyborczą, a 9 stycznia 1996 roku zaprzysiężony na deputowanego. Od 23 stycznia pełnił w Radzie Najwyższej funkcję członka, a potem zastępcy przewodniczącego Stałej Komisji ds. Ochrony Zdrowia, Kultury Fizycznej i Sportu. Był bezpartyjny, należał do popierającej prezydenta Alaksandra Łukaszenkę frakcji „Zgoda”. Od 3 czerwca był członkiem grupy roboczej Rady Najwyższej ds. współpracy z parlamentem Rzeczypospolitej Polskiej. Poparł dokonaną przez prezydenta kontrowersyjną i częściowo nieuznaną międzynarodowo zmianę konstytucji. 27 listopada 1996 roku przestał uczestniczyć w pracach Rady Najwyższej i wszedł w skład utworzonej przez prezydenta Izby Reprezentantów Zgromadzenia Narodowego Republiki Białorusi I kadencji. Pełnił w niej funkcję zastępcy przewodniczącego Komisji Pracy, Spraw Socjalnych, Ochrony Zdrowia, Kultury Fizycznej i Sportu. Zgodnie z Konstytucją Białorusi z 1994 roku jego mandat deputowanego do Rady Najwyższej zakończył się 9 stycznia 2001 roku; kolejne wybory do tego organu jednak nigdy się nie odbyły. Jego kadencja w Izbie Reprezentantów zakończyła się 21 listopada 2000 roku.

## Odznaczenia
- Dyplom Rady Najwyższej Białoruskiej SRR[2].

## Życie prywatne
Zbyszak Pabiarżyn jest żonaty.